# Vera Holtz
Vera Lúcia Fraletti Holtz (Tatuí, 7 de agosto de 1953) é uma atriz e diretora de teatro brasileira. Iniciou a carreira artística no teatro em 1975 e, a partir do início dos anos 1980, passou a atuar também no cinema e televisão.
Conquistou diversos prêmios, entre eles dois Prêmios Mambembe, dois Prêmios Shell e um Prêmio Arte Qualidade Brasil. Em 2023, conquistou o Prêmio Kikito de Melhor Atriz do Festival de Gramado por Tia Virgínia - sua primeira protagonista no cinema.
Em 1982 foi contratada pela Rede Globo, atuando em diversos programas e telenovelas da emissora. Devido à pandemia de Covid-19, fez uma pausa na carreira e voltou aos palcos teatrais em 2022, com o monólogo Ficções, em que permanece em cena durante 90 minutos.

## Biografia
Descendente de alemães e italianos, nascida em Tatuí, no interior paulista, em 7 de agosto de 1953, Vera Holtz foi para o Rio de Janeiro em 1975. Ingressou na Escola de Arte Dramática (EAD) e atuou nas peças As Feiticeiras de Salem e Tribobó City. Em seguida, estudou na Escola de Teatro da Uni-Rio, onde atuou em Visões de Simone Machard, O Interrogatório e Cidade Assassinada, além de outros cursos, Vera estreia profissionalmente em Rasga Coração, de Oduvaldo Vianna Filho, com direção de José Renato, em 1979. Dois anos após, integra o Grupo TAPA, ainda na fase carioca, com o qual realiza diversos espetáculos: O Anel e a Rosa, de Thakaray, 1981; Tempo Quente na Floresta Azul, de Orígenes Lessa, em 1983, e Caiu o Ministério, de França Jr., em 1985, encenações de Eduardo Tolentino de Araújo.
Para se manter, inicialmente trabalhou no Instituto de Pesquisas Tecnológicas (IPT), que a transferiu posteriormente para o Rio de Janeiro, onde desenhava mapas.  Em 1981, está em Na Terra do Pau Brasil, Nem Tudo Caminha, Viu?, ao lado de Ary Fontoura, exercitando sua face de comediante. No ano seguinte, apresenta-se no vaudeville E Agora, Hermínia, de Maugnier, direção de Bibi Ferreira e surge a chance de fazer sua primeira aparição na televisão. Holtz interpretou uma babá na minissérie Quem Ama Não Mata. Em 1983, interpretou uma vendedora, na minissérie Parabéns pra Você. Mesmo ano em que integra a produção Motivo Simples, de Celina Sodré. Diretora com quem volta aos palcos, em 1984, em Sem-Sutiã - Uma Revista Feminista, de Fátima Valença e Celina Sodré e direção de Celina Sodré e Alice Viveiros de Castro. Em 1985, foi a vez de estrear no cinema. Participou de Fêmeas em Fuga, em 1985. Mais tarde voltaria às telas no papel de uma professora, no filme Menino Maluquinho - O Filme em 1994. Nova oportunidade de comédia surge em 1983, com O Dia em Que Alfredo Virou a Mão, de João Bethencourt.

"Mas há o desempenho de Vera Holtz e a magia aparece. Inteiramente tomada pela personagem, criando com a voz e os gestos um clima de grandeza, ela instaura a força da tragédia grega. O que antes poderia ser mero efeito ou equívoco, atinge, finalmente, dimensões de cerimonial transcendente. Vera Holtz e os meninos atores e percussionistas do Olodum fazem a poesia do espetáculo"1.

—Jefferson Del Rios numa análise do espetáculo Medeamaterial (1994).
Em 1985, integra o elenco de Theatro Musical Brazileiro - Partes I (1860/1914) e II (1914/1945), um roteiro de Luís Antônio Martinez Corrêa e Marshal Netherland sobre cenas e canções de peças do século passado. Em 1986, volta a trabalhar com o mesmo diretor em Mahagonny, de Bertolt Brecht, e integra um dos trabalhos mais radicais do encenador Gerald Thomas, Eletra Com Creta. Ópera Joyce, texto de Alcides Nogueira enfocando a vida e a obra do escritor irlandês a tem como estrela, sob a direção de Marcio Aurelio, em 1988, mesmo ano em que integra a equipe de Qualquer Nota, roteiro de Stella Miranda e Flávio Marinho, direção de Flávio Marinho. De volta ao formato musical, integra o elenco de Lamartine para Inglês Ver, roteiro e direção de Antônio de Bonis, em 1989. No ano seguinte, com Os Fodidos Privilegiados, sob a direção de Antônio Abujamra, destaca-se, mais uma vez, em Um Certo Hamlet, ganhando Prêmio Shell de melhor atriz. No mesmo ano, protagoniza uma controvertida versão de Phaedra, de Jean Racine, novo espetáculo da companhia de Antônio Abujamra, assim como a realização seguinte do diretor, O Retrato de Gertrude Stein Quando Homem, de Alcides Nogueira, em 1992. Na sequência, participa da montagem de A Volta ao Lar, de Harold Pinter, direção de Luiz Arthur Nunes. Com o Bando de Teatro Olodum, numa montagem baiana, capitaneia a produção de Medeamaterial, encenação de Márcio Meirelles para o texto de Heiner Müller, em 1994. Com Pérola, texto e direção de Mauro Rasi, montado em 1995, arrebata os principais prêmios do Rio de Janeiro e São Paulo, num trabalho que fica cinco anos em cartaz. Em 2001, volta aos palcos na montagem de Dias Felizes (Felizes Para Sempre), de Samuel Beckett, direção conjunta da dupla Adriano e Fernando Guimarães, com quem volta a trabalhar em 2002, em Não Ficamos Muito Tempo...Juntos, outra pesquisa sobre o universo de Beckett.

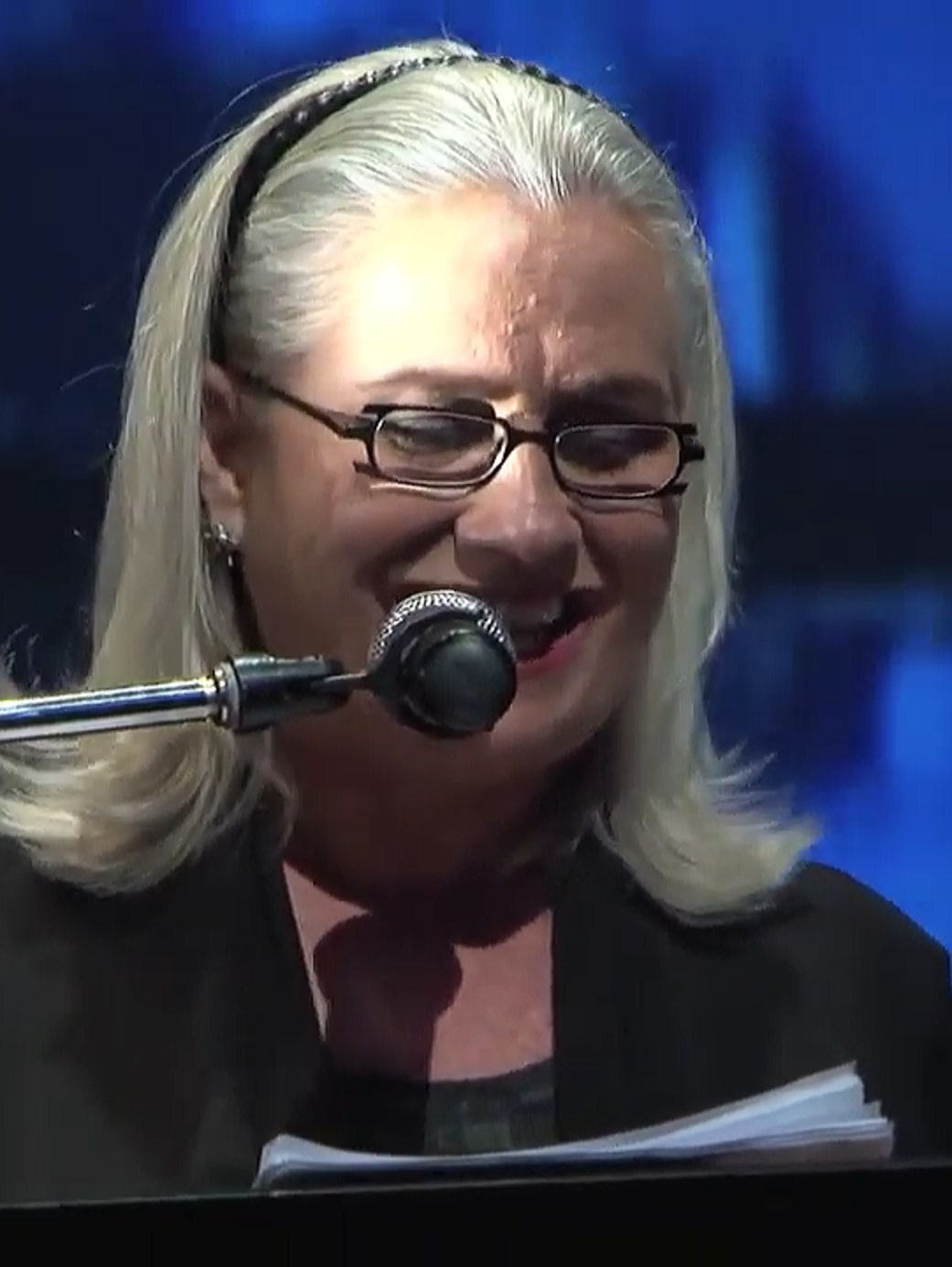
A atriz em 2011.

Vera retornou à TV em 2008 na novela Três Irmãs como a antagonista central Violeta Áquila, recebendo muitos elogios da crítica por sua atuação. Em 2010 atuou em Passione de Sílvio de Abreu, onde interpretou Candê. No mesmo ano, estreou como diretora em teatro na peça o Escolhido. Em 2012, interpretou a antológica Mãe Lucinda, personagem que a imortalizou como "mãe do lixão", na novela de João Emanuel Carneiro, Avenida Brasil.
Vera Holtz atuou em várias novelas na TV Globo, tais como Que Rei Sou Eu?, Vamp, Fera Ferida, A Próxima Vítima, O Fim do Mundo, Por Amor, Uga Uga, Desejos de Mulher, Mulheres Apaixonadas, Cabocla e outras. Também atuou em minisséries e séries como Desejo, A Muralha, Presença de Anita, Terça Nobre e Mulher.
Em 2013, teve um papel de destaque na novela Saramandaia, como a obesa Dona Redonda, considerada um marco na teledramaturgia brasileira. Para se caracterizar como a personagem, Vera teve que usar peruca, maquiagem e enchimento no corpo. Em 2014 interpretou Vic Garcez, no remake de O Rebu. No teatro, dirigiu as peças Antígona, Um Pai (Puzzle), Fatal e  O Olho de Vidro. Em 2016, fez um dos personagens principais em A Lei do Amor de Maria Adelaide Amaral e Vincent Villari, a vilã Magnólia. No intervalo entre as novelas, participou dos filmes Malasartes e o Duelo com a Morte, TOC: Transtornada Obsessiva Compulsiva, e Berenice Procura, bem como o híbrido de documentário e ficção As quatro irmãs, sobre a família Holtz e seu casarão em Tatuí. Também começou a fazer a "Vera Viral" nas redes sociais, com a ajuda de seu arquiteto Renato.
Em 2018, interpretou sua primeira protagonista na novela das seis, Orgulho & Paixão, inspirada no romance de Jane Austen. Nela interpretou uma mãe de cinco filhas, papeis de Nathalia Dill, Chandelly Braz, Ana Júlia Dorigon, Pâmela Tomé e Bruna Griphao.
Em 2023, estreou com sua primeira protagonista nos cinemas no filme "Tia Virgínia". Sua atuação no filme lhe rendeu 5 prêmios de melhor atriz no ano, incluindo o do Festival de Gramado e os dois (júri popular e da crítica) no Festival Sesc Melhores Filmes.

## Filmografia

### Televisão
| Ano  | Título               | Personagem                               | Nota                                                 |
| ---- | -------------------- | ---------------------------------------- | ---------------------------------------------------- |
| 1982 | Quem Ama não Mata    | Babá                                     | Episódio: "6 de agosto"                              |
| 1983 | Parabéns pra Você    | Vendedora                                | Episódio: "16 de fevereiro"                          |
| 1984 | Corpo a Corpo        | Irene                                    | Participação especial                                |
| 1988 | Bebê a Bordo         | Madalena                                 | Participação especial                                |
| 1989 | Que Rei Sou Eu?      | Fanny                                    |                                                      |
| 1989 | Top Model            | Irma Lamer                               |                                                      |
| 1990 | Desejo               | Angélica                                 |                                                      |
| 1990 | Barriga de Aluguel   | Dos Anjos                                |                                                      |
| 1991 | Vamp                 | Miss Alice Penn Taylor Smith             |                                                      |
| 1992 | De Corpo e Alma      | Simone Guedes                            |                                                      |
| 1993 | Fera Ferida          | Querubina Praxedes de Menezes            |                                                      |
| 1994 | Terça Nobre          | Tibéria                                  | Episódio: "O Compadre de Ogum"                       |
| 1995 | A Próxima Vítima     | Quitéria Bezerra (Quitéria Quarta-Feira) |                                                      |
| 1996 | O Fim do Mundo       | Florisbela Mendonça                      |                                                      |
| 1996 | Você Decide          |                                          | Episódio: "A Troca"                                  |
| 1997 | Por Amor             | Sirléia Batalha Pereira                  |                                                      |
| 1999 | Chiquinha Gonzaga    | Dona Ló                                  |                                                      |
| 1999 | Mulher               | Luiza                                    | 1 episódio                                           |
| 2000 | A Muralha            | Mãe Cândida Olinto                       |                                                      |
| 2000 | Uga Uga              | Santa Karabastos                         |                                                      |
| 2001 | Brava Gente          | Belzebu                                  | Episódio: "Auto de Natal: O Mistério do Boi Surubim" |
| 2001 | Presença de Anita    | Marta                                    |                                                      |
| 2002 | Desejos de Mulher    | Bárbara Toledo                           |                                                      |
| 2003 | Mulheres Apaixonadas | Santana Gurgel                           |                                                      |
| 2004 | Cabocla              | Generosa de Oliveira Pinto               |                                                      |
| 2005 | Carga Pesada         | Catarina                                 | Episódio: "Primeiro Prêmio"                          |
| 2005 | Belíssima            | Ornela Sabatini                          |                                                      |
| 2006 | O Profeta            | Ana de Oliveira                          | Episódio: "16 de outubro"                            |
| 2007 | Paraíso Tropical     | Marion Novaes                            |                                                      |
| 2008 | Dilemas de Irene     | Dona Célia                               |                                                      |
| 2008 | Três Irmãs           | Violeta Áquila                           |                                                      |
| 2010 | Passione             | Maria Candelária Lobato (Candê)          |                                                      |
| 2012 | Avenida Brasil       | Lucinda Pereira Oliveira (Mãe Lucinda)   |                                                      |
| 2013 | Saramandaia          | Evangelina de Souza (Dona Redonda)       |                                                      |
| 2013 | Saramandaia          | Bitela de Souza                          | Episódios: "24–27 de setembro"                       |
| 2014 | O Rebu               | Vic Garcez                               |                                                      |
| 2016 | A Lei do Amor        | Magnólia Costa Leitão (Mág)              |                                                      |
| 2018 | Orgulho e Paixão     | Ofélia Benedito                          |                                                      |
| 2019 | Mulheres Fantásticas | Narradora                                | Episódio: "Frida Kahlo"                              |
| 2019 | Eu, a Vó e a Boi     | Yolanda Andrade (Boi)                    |                                                      |
| 2019 | Amor de Mãe          | Kátia Brandão                            | Episódios: "28 de novembro–4 de dezembro"            |
| 2024 | Tributo              | Ela mesma                                | Episódio: "Manoel Carlos"                            |

### Cinema
| Ano  | Título                                         | Papel                    | Nota           |
| ---- | ---------------------------------------------- | ------------------------ | -------------- |
| 1985 | Fêmeas em Fuga                                 |                          |                |
| 1991 | Assim na Tela Como no Céu                      | Patty Shivers            |                |
| 1992 | Meu Nome é João                                |                          | Curta-metragem |
| 1993 | Capitalismo Selvagem                           | Susana                   |                |
| 1993 | Diário Noturno                                 | Depiladora               | Curta-metragem |
| 1994 | Mil e Uma                                      | Secretária               |                |
| 1995 | Vicente                                        | Mãe de Vicente           | Curta-metragem |
| 1995 | Menino Maluquinho - O Filme                    | Professora               |                |
| 1995 | Carlota Joaquina, Princesa do Brazil           | Maria Luísa de Parma     |                |
| 1996 | Nos Tempos do Cinematógrapho                   |                          |                |
| 2001 | Tônica Dominante                               | Piano                    |                |
| 2003 | Apolônio Brasil, Campeão da Alegria            | Beggar                   |                |
| 2005 | O Nosso Livro                                  | Isabel                   | Curta-metragem |
| 2005 | Bendito Fruto                                  | Virgínia                 |                |
| 2006 | Anjos do Sol                                   | Nazaré                   |                |
| 2006 | O Cavaleiro Didi e a Princesa Lili             | Rainha Valentina         |                |
| 2009 | O Que Há De Ficar                              |                          | Curta-metragem |
| 2010 | A Verdadeira História da Bailarina de Vermelho |                          | Curta-metragem |
| 2011 | Família Vende Tudo                             | Cida                     |                |
| 2014 | Tereza & Tereza                                | Tereza                   | Curta-metragem |
| 2015 | Meus Dois Amores                               | Flausina                 |                |
| 2015 | Maresia                                        | Angelina                 |                |
| 2017 | TOC: Transtornada Obsessiva Compulsiva         | Carol                    |                |
| 2017 | Malasartes e o Duelo com a Morte               | Parca Cortadeira         |                |
| 2017 | Berenice Procura                               | Greta                    |                |
| 2017 | Café, um Dedo de Prosa                         | Ela                      | Curta-metragem |
| 2017 | As Quatro Irmãs                                | Terezinha Fraletti Holtz |                |
| 2018 | Alguma Coisa Assim - O Filme                   | Tia Cinthia              |                |
| 2022 | Teatro de Máscaras                             | Sara                     | Curta-metragem |
| 2023 | Tia Virgínia                                   | Virgínia                 | [ 29 ]         |

## Teatro

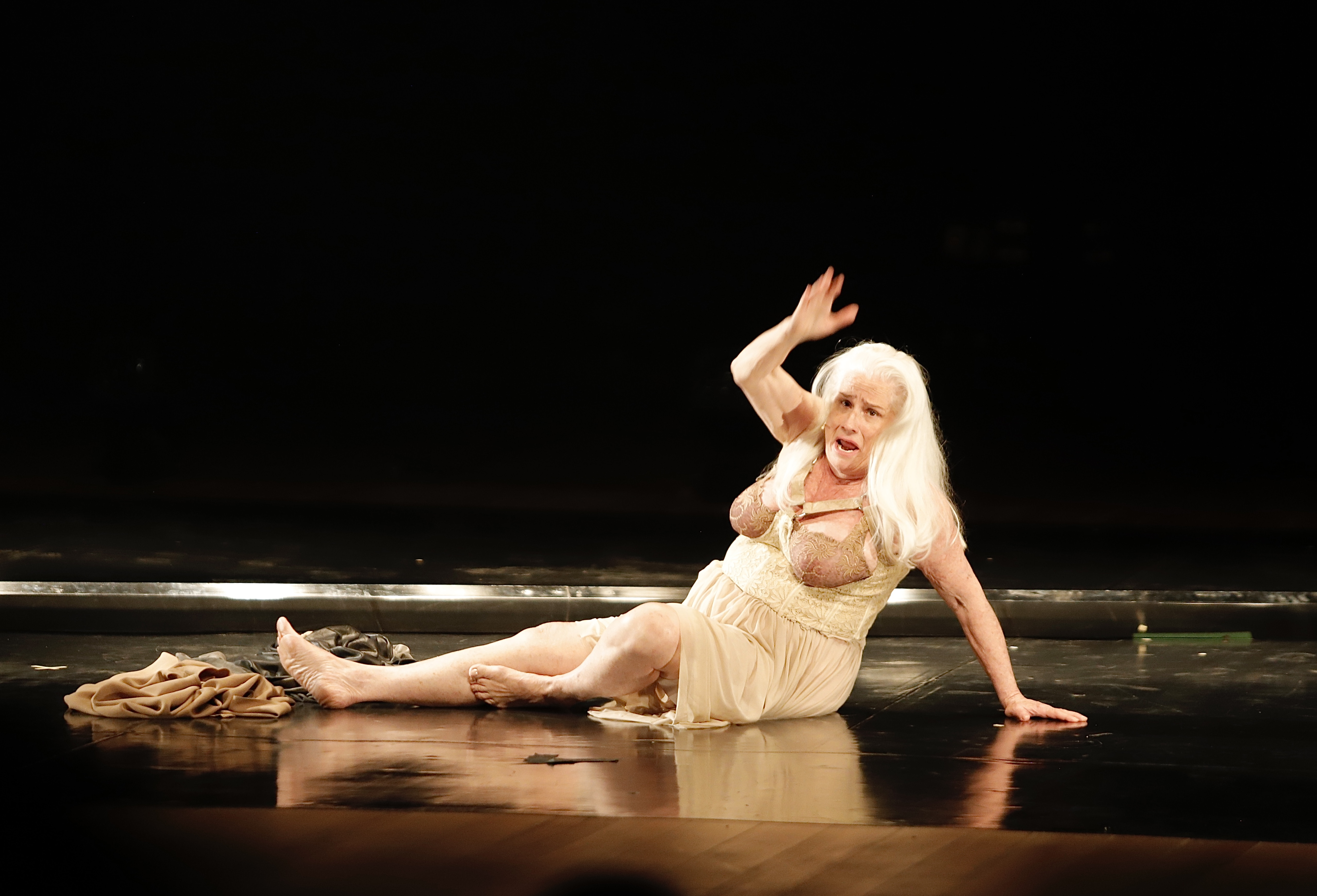
Espetáculo teatral “Ficções” sendo apresentado em São José do Rio Preto (2023)

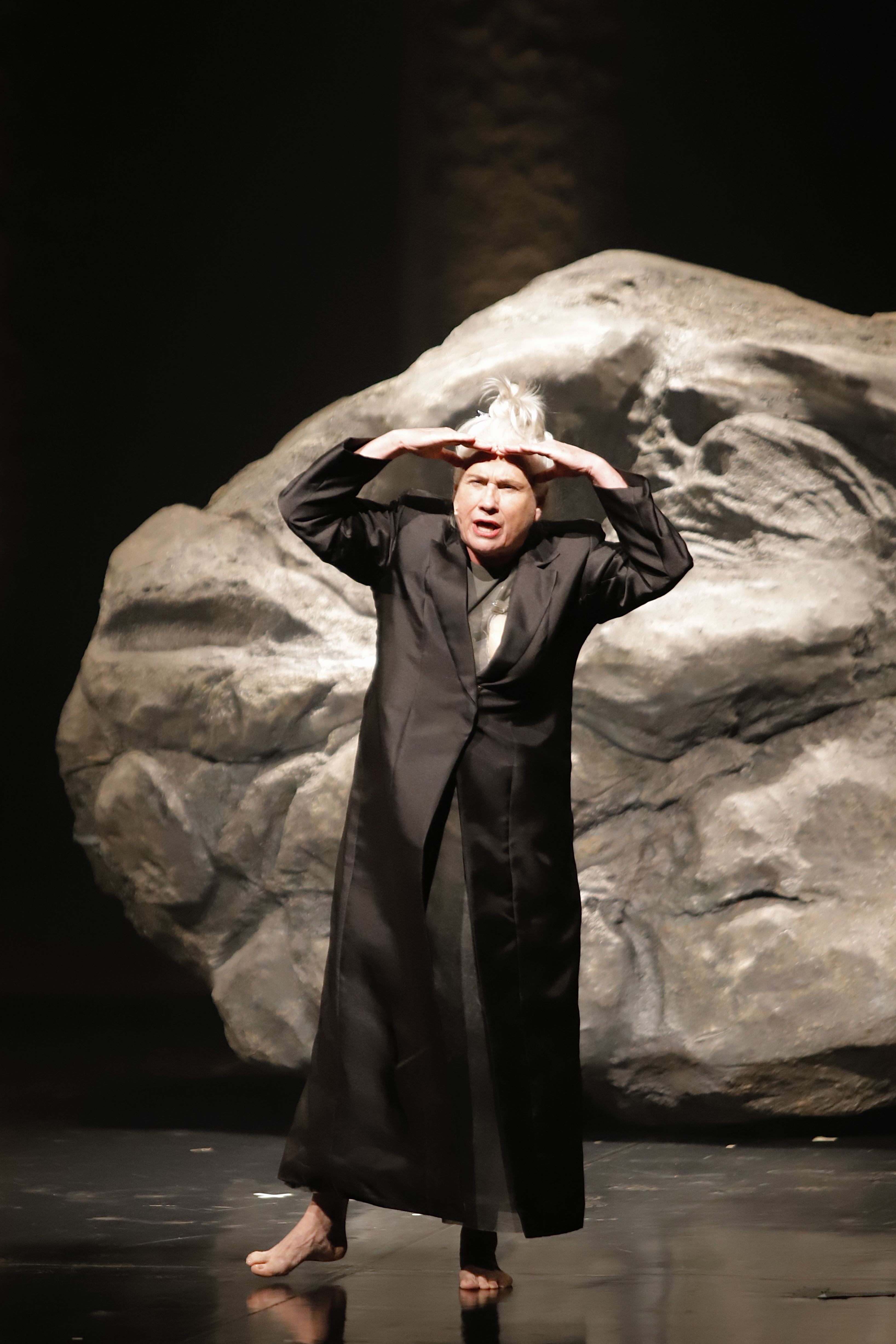
Espetáculo teatral “Ficções” sendo apresentado em São José do Rio Preto (2023)

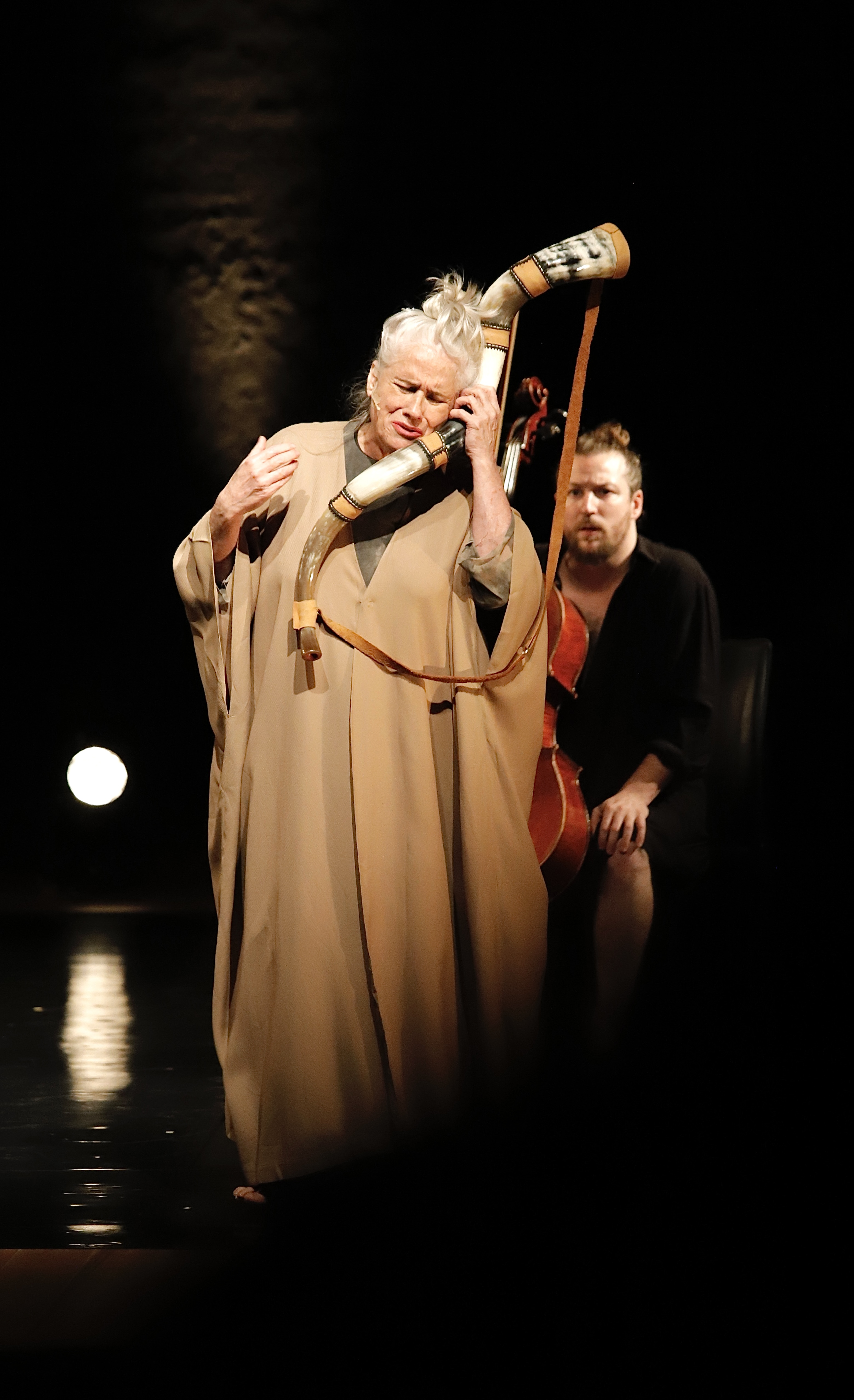
Espetáculo teatral “Ficções” sendo apresentado em São José do Rio Preto (2023)

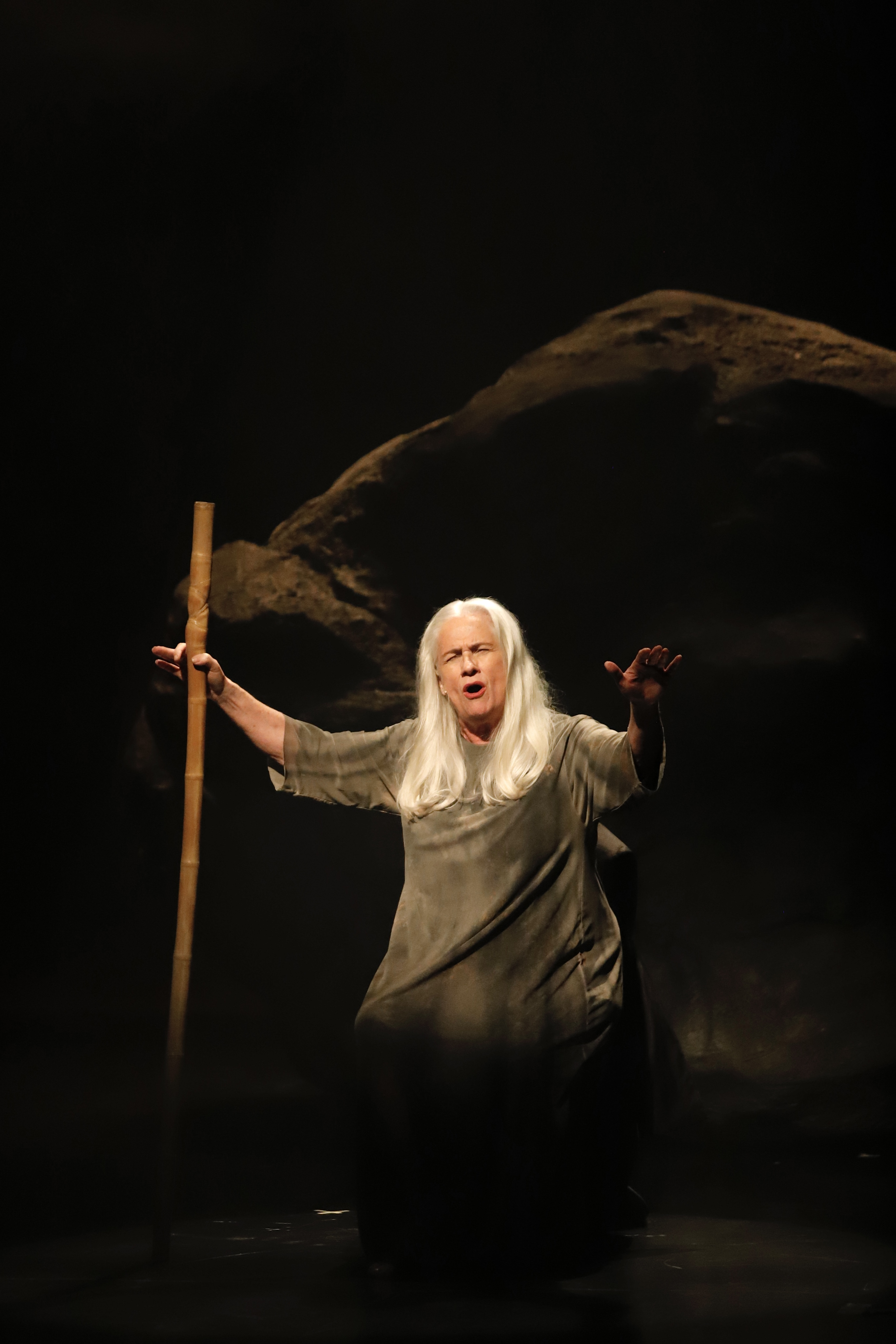
Espetáculo teatral “Ficções” sendo apresentado em São José do Rio Preto (2023)

| Ano       | Título                                            | Papel / Função           |
| --------- | ------------------------------------------------- | ------------------------ |
| 1975      | As Feiticeiras de Salem                           |                          |
| 1975      | Tribobó City                                      | Maria Belezoca           |
| 1978      | Visões de Simone Machard                          |                          |
| 1978      | O Interrogatório                                  |                          |
| 1979      | Cidade Assassinada                                |                          |
| 1979      | Procura-se uma Imperatriz                         |                          |
| 1979      | Rasga Coração                                     | Vários                   |
| 1980      | Queridos Monstrinhos                              | Bruxa Caxuxa             |
| 1980      | As Doutoras                                       |                          |
| 1981      | Viva sem Medo suas Fantasias Sexuais              | Assistente de direção    |
| 1981      | Carmem                                            |                          |
| 1981      | O Anel e a Rosa                                   |                          |
| 1981      | Na Terra do Pau-brasil Nem Tudo Caminha, Viu?     |                          |
| 1982      | La Bohème                                         |                          |
| 1982      | E Agora, Hermínia?                                |                          |
| 1983      | O Dia em que Alfredo Virou a Mão                  |                          |
| 1983      | Tempo Quente na Floresta Azul                     |                          |
| 1983      | Motivo Simples                                    |                          |
| 1984      | Último Tango em Huahuatenango                     |                          |
| 1984      | Sem Sutiã – Uma Revista Feminina                  |                          |
| 1985      | Astrofolia                                        |                          |
| 1985      | Caiu o Ministério                                 |                          |
| 1985      | Theatro Musical Brazileiro - Parte I (1860/1914)  |                          |
| 1986      | Mahagonny                                         | Jenny Smith              |
| 1986      | Electra Com Creta                                 |                          |
| 1988      | Qualquer Nota                                     |                          |
| 1988      | Theatro Musical Brazileiro - Parte II (1860/1910) |                          |
| 1989      | A Bela Aborrecida, Musical Infantil               |                          |
| 1989      | Ópera Joyce                                       |                          |
| 1990      | Lamartine para Inglês Ver                         |                          |
| 1990      | O Protagonista                                    |                          |
| 1990      | Amor com Amor se Paga                             |                          |
| 1991      | Um Certo Hamlet                                   | Gertrudes / Ofelia       |
| 1991      | Phaedra                                           |                          |
| 1991      | Quartett                                          |                          |
| 1992      | O Retrato de Gertrud Stein Quando Homem           | Hélène                   |
| 1992      | Volta ao Lar                                      | Ruth                     |
| 1994      | Medeiamaterial                                    | Medéia                   |
| 1995–99   | Pérola                                            | Pérola                   |
| 2000      | Theatro e Artes Plásticas                         |                          |
| 2000      | Felizes para Sempre                               |                          |
| 2002      | Não Ficamos Muito Tempo...Juntos                  | Participaçao             |
| 2003–06   | Intimidade Indecente                              | Roberta                  |
| 2010      | O Estrangeiro                                     | Direção da peça          |
| 2011      | Sonhos para Vestir                                | Direção da peça          |
| 2012      | Palácio de Fim                                    | Nehrjas Al Saffarh       |
| 2014–16   | Timon de Atenas                                   | Timon de Atenas          |
| 2014      | Antígona                                          | Direção da peça          |
| 2015      | Um Pai (Puzzle)                                   | Direção da peça          |
| 2016      | Fatal                                             | Colaboração              |
| 2017      | O Olho de Vidro                                   | Direção da peça          |
| 2018      | A Peste                                           | Direção da peça          |
| 2018      | Romeu & Julieta                                   | Colaboração              |
| 2019      | Merlin e Arthur: um sonho de liberdade            | Merlin (em audio-visual) |
| 2022-2023 | Ficções                                           | Homo Sapiens             |

## Prêmios e indicações
| Ano  | Prêmio                              | Categoria                                   | Trabalho             | Resultado |
| ---- | ----------------------------------- | ------------------------------------------- | -------------------- | --------- |
| 1980 | Prêmio Mambembe                     | Melhor Atriz de Teatro Infantil             | Queridos Monstrinhos | Indicada  |
| 1985 | Prêmio Mambembe                     | Melhor Atriz de Teatro Infantil             | Astrofolia           | Venceu    |
| 1988 | Prêmio Mambembe                     | Melhor Atriz Coadjuvante                    | A Bela Aborrecida    | Indicada  |
| 1989 | Prêmio Shell                        | Melhor Atriz Coadjuvante                    | A Bela Aborrecida    | Indicada  |
| 1991 | Prêmio Shell                        | Melhor Atriz                                | Um Certo Hamlet      | Venceu    |
| 1995 | Prêmio Mambembe                     | Melhor Atriz                                | Pérola               | Venceu    |
| 1995 | Prêmio Shell                        | Melhor Atriz                                | Pérola               | Venceu    |
| 1995 | Prêmio Shell                        | Melhor Atriz de Teatro                      | Pérola               | Venceu    |
| 1995 | Prêmio APETESP                      | Melhor Atriz                                | Pérola               | Venceu    |
| 2001 | Prêmio Qualidade Brasil - RJ        | Televisão: Melhor Atriz de Projeto Especial | Presença de Anita    | Indicado  |
| 2003 | Prêmio Contigo! de TV               | Melhor Atriz de Novela                      | Desejos de Mulher    | Indicada  |
| 2003 | Melhores do UOL e PopTevê           | Melhor Atriz                                | Mulheres Apaixonadas | Indicada  |
| 2006 | Prêmio Qualidade Brasil             | Melhor Atriz de Cinema                      | Anjos do Sol         | Indicada  |
| 2006 | Prêmio ACIE de Cinema               | Melhor Atriz                                | Bendito Fruto        | Indicada  |
| 2007 | Prêmio Qualidade Brasil             | Melhor Atriz Coadjuvante Telenovela         | Paraíso Tropical     | Venceu    |
| 2007 | Prêmio Extra de Televisão           | Melhor Atriz                                | Paraíso Tropical     | Indicada  |
| 2007 | Prêmio Contigo! de TV               | Melhor Atriz Coadjuvante                    | Paraíso Tropical     | Indicada  |
| 2007 | Melhores do Ano                     | Atriz Coadjuvante                           | Paraíso Tropical     | Indicada  |
| 2007 | Melhores do UOL e PopTevê           | Melhor Atriz                                | Paraíso Tropical     | Indicada  |
| 2008 | Melhores do UOL e PopTevê           | Melhor Atriz                                | Três Irmãs           | Indicada  |
| 2010 | Prêmio Arte Qualidade Brasil        | Melhor Atriz Coadjuvante Telenovela         | Passione             | Indicada  |
| 2011 | Melhores do Ano                     | Melhor Atriz Coadjuvante                    | Passione             | Indicada  |
| 2011 | Prêmio Shell                        | Melhor Atriz                                | Palácio do Fim       | Indicada  |
| 2011 | Prêmio Arte Qualidade Brasil        | Melhor Atriz de Espetáculo Drama            | Palácio do Fim       | Indicada  |
| 2012 | Prêmio APTR                         | Melhor Atriz Protagonista                   | Palácio do Fim       | Indicada  |
| 2012 | Melhores do Ano                     | Melhor Atriz Coadjuvante                    | Avenida Brasil       | Indicada  |
| 2012 | Prêmio Extra de Televisão           | Melhor Atriz Coadjuvante                    | Avenida Brasil       | Indicada  |
| 2012 | Prêmio Quem de Televisão            | Melhor Atriz Coadjuvante                    | Avenida Brasil       | Indicada  |
| 2012 | Prêmio Contigo! de TV               | Melhor Atriz Coadjuvante                    | Avenida Brasil       | Indicada  |
| 2012 | Melhores do UOL e PopTevê           | Melhor Atriz                                | Avenida Brasil       | Indicada  |
| 2013 | Prêmio Quem de Televisão            | Melhor Atriz Coadjuvante                    | Saramandaia          | Indicada  |
| 2013 | Melhores do UOL e PopTevê           | Par Romântico (com Matheus Nachtergaele)    | Saramandaia          | Indicada  |
| 2013 | Melhores do Ano NaTelinha           | Melhor Ator/Atriz Coadjuvante               | Saramandaia          | Indicada  |
| 2013 | Troféu Leão Lobo                    | Coadjuvante Feminina                        | Saramandaia          | Venceu    |
| 2014 | Prêmio Contigo! de TV               | Melhor Atriz Coadjuvante                    | Saramandaia          | Indicada  |
| 2014 | Prêmio Quem de Televisão            | Melhor Atriz Coadjuvante                    | O Rebu               | Indicada  |
| 2015 | Prêmio Contigo! de TV               | Melhor Atriz Coadjuvante de Novela          | O Rebu               | Indicada  |
| 2016 | Prêmio Quem de Televisão            | Melhor Atriz                                | A Lei do Amor        | Indicada  |
| 2017 | Prêmio Extra de Televisão           | Melhor Atriz                                | A Lei do Amor        | Indicada  |
| 2017 | Melhores do Ano NaTelinha           | Melhor Vilã/vilão                           | A Lei do Amor        | Indicada  |
| 2023 | Festival de Gramado                 | Melhor Atriz                                | Tia Virgínia         | Venceu    |
| 2023 | Prêmio Cesgranrio de Teatro         | Melhor Atriz                                | Ficções              | Pendente  |
| 2023 | Prêmio Shell de Teatro - RJ         | Melhor Atriz                                | Ficções              | Venceu    |
| 2023 | Prêmio APTR                         | Atriz em Papel Protagonista                 | Ficções              | Venceu    |
| 2023 | Prêmio Bibi Ferreira                | Melhor Atriz em Peça de Teatro              | Ficções              | Indicada  |
| 2023 | Prêmio Cenym de Teatro              | Melhor Atriz                                | Ficções              | Indicado  |
| 2023 | Melhores do Teatro Blog do Arcanjo  | Melhor Performance em Comédia Dramática     | Ficções              | Venceu    |
| 2023 | Los Angeles Brazilian Film Festival | Melhor Atriz                                | Tia Virgínia         | Venceu    |
| 2023 | Prêmio APCA de Cinema               | Melhor Atriz                                | Tia Virgínia         | Venceu    |
| 2024 | Festival Sesc Melhores Filmes       | Melhor Atriz Nacional (júri popular)        | Tia Virgínia         | Venceu    |
| 2024 | Festival Sesc Melhores Filmes       | Melhor Atriz Nacional (júri da crítica)     | Tia Virgínia         | Venceu    |
| 2024 | Prêmio Grande Otelo                 | Melhor Atriz de Filme                       | Tia Virgínia         | Venceu    |
| 2024 | Splash Awards                       | Melhor Atuação em Filme Nacional            | Tia Virgínia         | Pendente  |